# Archaeoistiodactylus
Archaeoistiodactylus (il cui nome significa antico Istiodactylus) è un genere estinto di pterosauro monofenestrato vissuto nel Giurassico medio, circa 165 milioni di anni fa (Calloviano), in Cina. Il genere contiene una singola specie, ossia A. linglongtaensis.

## Descrizione
Archaeoistiodactylus è uno pterosauro di piccola taglia, con un'apertura alare di circa 75 centimetri (29,5 pollici), circa delle stesse dimensioni di una gazza.
L'animale è noto da un singolo esemplare articolato ma incompleto, che comprende la parte posteriore del cranio, la maggior parte della mandibola e alcune ossa degli arti. La parte conservata del cranio è rappresentata dalla parte attorno all'articolazione tra mandibola e mascella. Sebbene il cranio sia conservato in modo incompleto, presenta ancora parte della fenestra nasoantorbitale, che quindi doveva essere piuttosto grande. Nella mascella è presente un singolo dente ricurvo, relativamente breve e robusto. I denti nelle mandibole erano largamente distanziati con radici circolari. Insolitamente, sembra essere presente un dente in linea mediana sulla punta della mandibola, una caratteristica unica tra gli pterosauri. Lo scheletro postcraniale è parzialmente articolato, ma fortemente danneggiato, e fu solo preliminarmente descritto da Lü e Fucha. A differenza degli istiodactylidi e degli altri pterosauri dalla coda corta, le ossa del metacarpo erano ancora piuttosto corte.

## Classificazione
Lü e Fucha assegnarono Archaeoistiodactylus al clade Breviquartossa, considerandolo più strettamente correlato alla famiglia Istiodactylidae rispetto a qualsiasi altro gruppo di pterosauri; tuttavia, lo considerarono molto più primitivo degli istiodactylidi del Cretaceo, o come un loro antenato. David Martill e Steve Etches (2013) suggerirono che l'esemplare olotipico poteva essere in realtà un esemplare di Darwinopterus o un wukongopteride mal conservato. Nel 2014, Corwin Sullivan e colleghi considerarono il dente in linea mediana sulla punta del rostro del campione olotipico come una probabile caratteristica diagnostica valida per rendere A. linglongtaensis un genere a sé stante; gli autori dello stesso studio conclusero che probabilmente Archaeoistiodactylus fosse in realtà un basale monofenestrata, piuttosto che un istiodactylide.

## Scoperta e denominazione
Archaeoistiodactylus è noto da uno scheletro articolato ma incompleto, dotato di un cranio parziale e una mandibola quasi completa. Catalogato come esemplare olotipico, JPM04-0008, è stato rinvenuto dalle rocce della Formazione Tiaojishan nella parte occidentale di Liaoning, in Cina, rocce risalenti alle fasi Bathoniano-Calloviano, del periodo Giurassico. Oltre al cranio, l'esemplare conserva costole, parti delle ali, arti posteriori e bacino. Mancano il collo, la coda e i piedi dell'esemplare.
Archaeoistiodactylus venne nominato e descritto per la prima volta da Lü Junchang e Fucha Xiaohui, nel 2010. La specie tipo è Archaeoistiodactylus linglongtaensis. Il nome generico è una combinazione della parola greca archaios ossia antico, con il nome del genere Istiodactylus, in riferimento alla prima ed errata classificazione dell'animale che lo vedeva come un antenato di quest'ultimo. Il nome specifico, linglongtaensis, si riferisce alla provenienza dell'esemplare, ritrovato vicino a Linglongta.